# Dinastia Ikshvaku
La dinastia Ikshvaku fou una dinastia esmentada a la literatura dels Puranes fundada pel llegendari rei Ikshvaku, que literalment vol dir "canya de sucre"; la dinastia és coneguda també com a Sūryavaṁśa (dinastia Solary). Rama va pertànyer a aquesta dinastia Vint-i-dos dels vint-i-quatre tirthankara jainistes van pertànyer a aquesta dinastia. Rishabha o Rishabhanatha el fundador del jainisme és esmentat a la literatura jainista i apareix també a la literatura hindú sempre referint-se a la mateixa persona. Segons els budistes, fins i tot Gautama Buda va pertànyer a aquesta dinastia.